# Дон Педро Колли
Дон Педро Колли (30 августа 1938 – 11 октября 2017) – американский актёр. Известен по ролям Гидеона в телесериале 1964 года Daniel Boone, Онгаро в фильме «Под планетой обезьян», SRT в фильме Джорджа Лукаса' «THX 1138», Джошуа в The Legend of Nigger Charley, и Шерифа Эд Литтла в телесериале 1980х годов «Придурки из Хаззарда»
.

## Биография
Колли родился в г. Кламат-Фолс, штат Орегон в семье Мюриэль и Пит Колли. Посещал хай-скул Союза Кламат, играл в американский футбол и занимался лёгкой атлетикой, даже попытался пройти квалификацию для участия в летних Олимпийских играх 1960 года, но неудачно. Изучал архитектуру в Орегонском университете. Поступил в театральную труппу и провёл пять лет за изучением актёрского мастерства в различных постановках в Сан-Франциско.    
Колли снялся в нескольких телевестернах 1960х и 1970х годов: The Wild, Wild West, Cimarron Strip, The Virginian, Nichols и Iron Horse. Был гостем Мемфисского кинофестиваля 2012 года "A Gathering of Guns 4: A TV Western Reunion" и Whispering Woods Hotel и конференц-центре Olive Branch, штат Миссисипи.
В эпоху Blaxploitation 1970-х годов Дон появлялся вместе с Фредом «Молотом» Уильямсоном, Д'Юрвиллем Мартином и Глорией Хендри в таких фильмах, как Legend of Nigger Charley, Black Caesar и Sugar Hill.
В ходе карьеры Дон выступал приглашённым актёром во многих популярных телесериалах: Adam 12, Night Gallery, Ironside, The Streets of San Francisco, Harry O, Little House on the Prairie, Starsky and Hutch, The Bionic Woman, Fantasy Island и The A-Team. 
Колли умер от рака в своём родном городе Кламат-Фолс 11 октября 2017 года в возрасте 79 лет
.

## Фильмография
- The Bill Cosby Show (1969 телесериал 1x24) - Big Bronson
- Daniel Boone (1968–1969, телесериал) - Gideon
- The Virginian (1968, телесериал) - Ira Diller
- Here Come the Brides (1968, телесериал) - Ox
- Под планетой обезьян (1970) - Онгаро
- Believe in Me (1971) - Man
- THX 1138 (1971) - SRT
- Adam-12 (1971, телесериал) - T. Leeland Sabeth
- Crosscurrent (1971, телефильм) - Freddie Trench
- The Legend of Nigger Charley (1972) - Joshua
- Lapin 360 (1972)
- The World's Greatest Athlete (1973) - Morumba
- Black Caesar (1973) - Crawdaddy
- This Is a Hijack (1973) - Champ
- Sugar Hill (1974) - Baron Samedi
- Herbie Rides Again (1974) - Barnstorff
- Маленький домик в прериях (1977, телесериал) - Dr. Tane
- Старски и Хатч (1977, телесериал) - Papa Theodore
- Space Academy (1977, телесериал) - Dramon
- Casino (1980, телефильм) - Sam
- Придурки из Хаззарда (1981–1984, телесериал) - Шериф Эд Литтл
- The Blue Iguana (1988) - Boat Captain
- Journey of Honor (1991) - рассказчик (голос)
- Обет рыцарей Дельты (1993) - Black Spy
- Cagney & Lacey: The Return (1994, телесериал) - Virgil
- Piranha (1995) - Leonard
- A Hollow Place (1998, короткометражный) - Office Stern
- Midnight Massacre (2016) - President Tarquin